# Уильямс, Шерика
Шерика Уильямс (англ. Shericka Williams; род. 17 сентября 1985; Блэк-Ривер, Ямайка) — ямайская легкоатлетка, которая специализируется в беге на 400 метров. Профессиональную карьеру начала в 2004 году. В настоящее время проживает в Кингстоне.
В 2008 году стала бронзовым призёром этапа золотой лиги — Golden Gala, показав результат 50,83. В 2010 году с результатом 50,04 заняла 2-е место на этапе бриллиантовой лиги — Athletissima.

## Результаты
Лучшие результаты по годам и место в списке мирового сезона
| Год   | 2005  | 2006  | 2007  | 2008  | 2009  | 2010  | 2011  | 2012  |
| ----- | ----- | ----- | ----- | ----- | ----- | ----- | ----- | ----- |
| 400 м | 50,97 | 50,24 | 50,37 | 49,69 | 49,32 | 50,04 | 50,45 | 50,34 |
| Место | 23    | 11    | 14    | 2     | 3     | 5     | 9     | 12    |

## Достижения
| Год  | Соревнование            | Город     | Результат | Дисциплина            |
| ---- | ----------------------- | --------- | --------- | --------------------- |
| 2005 | Чемпионат мира          | Хельсинки | 2-е       | эстафета 4×400 метров |
| 2006 | Игры Содружества        | Мельбурн  | 4-е       | эстафета 4×400 метров |
| 2006 | Игры Содружества        | Мельбурн  | 5-е       | 400 метров            |
| 2006 | Легкоатлетический финал | Штутгарт  | 3-е       | 400 метров            |
| 2007 | Чемпионат мира          | Осака     | 2-е       | эстафета 4×400 метров |
| 2008 | Олимпийские игры        | Пекин     | 2-е       | 400 метров            |
| 2008 | Олимпийские игры        | Пекин     | 3-е       | эстафета 4×400 метров |
| 2009 | Чемпионат мира          | Берлин    | 2-е       | 400 метров            |
| 2009 | Чемпионат мира          | Берлин    | 2-е       | эстафета 4×400 метров |
| 2009 | Легкоатлетический финал | Салоники  | 3-е       | 400 метров            |
| 2010 | Кубок мира              | Сплит     | 1-е       | эстафета 4×400 метров |
| 2011 | Чемпионат мира          | Тэгу      | 6-е       | 400 метров            |
| 2011 | Чемпионат мира          | Тэгу      | 2-е       | эстафета 4×400 метров |
| 2012 | Олимпийские игры        | Лондон    | 2-е       | эстафета 4×400 метров |